# Яніс Чаксте
Яніс Чаксте (в Російській імперії — Іван Христофорович; латис. Jānis Čakste; 14 вересня 1859, Митавський повіт, Курляндська губернія, Російська імперія — 14 березня 1927, Рига, Латвія) — латвійський державний діяч та підприємець, 1-й президент Латвійської Республіки, депутат Державної Думи Російської імперії від Курляндської губернії. Видавець та редактор тижневика Tēvija.

## Життєпис
Народився у Добленському повіті, пізніше перейменованому на «Митавський повіт» Курляндської губернії.
1882 року закінчив Митавську німецьку гімназію, вступив на юридичний факультет Московського університету.
1886 — працював секретарем прокуратури Курляндської губернії.
1888 — помічник присяжного адвоката, видавав і редагував щотижневик Tēvija.
1895 — організатор і спонсор IV Балтійського свята пісні і танцю у місті Митава. Очолював Митавське латиське товариство.
1905 — під час Революції (1905—1907) виступив з програмою автономії Латвії.
1906 — депутат Державної Думи І скликання від Курляндської губернії. У Думі долучився до партії кадетів. Після розпуску Думи підписав Виборзьку відозву, за що у 1908 відбув три місяці у Митавській візниці.
На початку першої світової війни  — голова Митавського комітету Червоного Хреста.
1915 — голова Комітету біженців з Латвії.
1916 — вирушив до США, але у Стокгольмі дізнався про революцію в Росії та повернувся. Дорогою написав брошуру про необхідність незалежності Латвії.
1917 — комісар Тимчасового уряду в Курляндській губернії. Взяв участь у роботі Латвійської тимчасової національної ради, працював у відділі іноземних справ.
1918 — повернувся до Латвії. 17 листопада його було обрано головою Народної ради Латвії.
1919 — взяв участь у виборах голови Конституційних зборів, виборов 83 голоси, здобув перемогу над Янісом Райнісом, який здобув 48 голосів.

### Президенство
14 листопада 1922 Сейм обрав Чаксте першим президентом Латвії. 6 листопада 1925 його було обрано президентом повторно. За час роботи Президентом оголосив 402 закони. Помилував 549 осіб.

### Смерть
14 березня 1927 — помер. Похований на Лісовому цвинтарі в Ризі.

## Вшанування
2003 року в Єлгаві встановлено пам'ятник, а в Ризі на честь Чаксте названо вулицю.

## Нагороди
- Орден Трьох зірок, Білої троянди, Відродження Польщі 1 ступеня.
- Кавалер Великого хреста Леопольда І.